# 西固区
西固区（せいこ-く）は中華人民共和国甘粛省蘭州市に位置する市轄区。蘭州市の中心から約20km2離れ、黄河の南岸、蘭州市の西端に位置する。主要工業地区であり蘭州の大気汚染の主な原因である。西固区の蘭州石化公司によって蘭州は重要化学工業基地となった。
西固西路、西固中路、西固東路の線が境界線を為しており、そこから北は工業区、南は生活区となっている。

## 行政区画
7街道、5鎮、1郷を管轄し、その下部に71社区居委会、49村委会、283村民小組を構成する：
- 街道弁事処
  - 西固城街道　
    - 10社区：牌坊路、蘭綿廠、西固中路北、西固中路南、玉門街北、合水中路、合水北路、玉門街南、清水橋、蘭煉廠前西

  - 先鋒路街道　
    - 15社区：蘭煉十一街区、蘭煉十街区、蘭煉九街区、蘭煉八街区、蘭煉十九街西区、蘭煉十九街東区、三姓荘、省建四公司、荘浪東路東、荘浪東路西、蘭平玻璃廠東、蘭平玻璃廠西、公園路東、花園小区、蘭化17街区

  - 福利路街道　
    - 14社区：公園路西、蘭鋁、山丹街中路、山丹街西路、蘭化26街区、蘭化25街区、蘭化22街区、紅星、荘浪西路、工農村、天鵝湖、福二街、福三街、福利西路

  - 四季青街道　
    - 3社区：桃園、合水南路、西固巷
    - 6村：西固、四季青、桃園、杏胡台、馬耳山、光月山

  - 陳坪街道　
    - 4社区：陳官営、新灘、東湾、小坪、范坪、孟家山
    - 6村：西固中路、蘭煉廠前、陳官営、福利東路

  - 臨洮街街道　
    - 6社区：康楽路、清水街、臨洮街北街、臨洮街後街、臨洮街中街、臨洮街前街
    - 1村：寺児溝

  - 西柳溝街道　
    - 8社区：清水北街、小平房、西柳溝、化工街南、化工街北、月牙橋、古浪路、鍾家河
    - 2村：張家大坪、柴家台

- 鎮
  - 新城鎮　
    - 4社区：河口南、新維路、新冶路、新城街
    - 6村：下川、園芸、新連、新合、青春、青石台

  - 東川鎮　
    - 5社区：新安路東街、新安路北街、新安路南街、新和路、東川
    - 6村：東河湾、下車、馬泉、坡底下、梁家湾、龍爪山

  - 河口鎮　
    - 1社区：河口
    - 8村：河口、八盤、青楊、石圈、崗鎮、汗水川、大灘、張家台

  - 達川鎮　
    - 1社区：達川
    - 5村：岔路、河嘴、吊荘、幸福、上車

  - 柳泉鎮　
    - 5村：中坪、東坪、西坪、岸門、墁坡頭

- 郷
  - 金溝郷　
    - 4村：小金溝、楊家咀、熊子湾、馬家山

## 交通

### 鉄道
- 中国鉄路総公司
  - 蘭中都市間鉄道

（中川空港方面） - 西固駅 -（蘭州方面）
  - 蘭新線

（嘉峪関方面）- 河口南駅 - 坡底下駅 - 西固城駅 - 陳官営駅 -（蘭州方面）

### 道路
- 高速道路
  - 京蔵高速道路
  - 蘭州環状高速道路
- 国道
  - G109国道
  - G312国道